# Heinrich VII. Reuß zu Köstritz

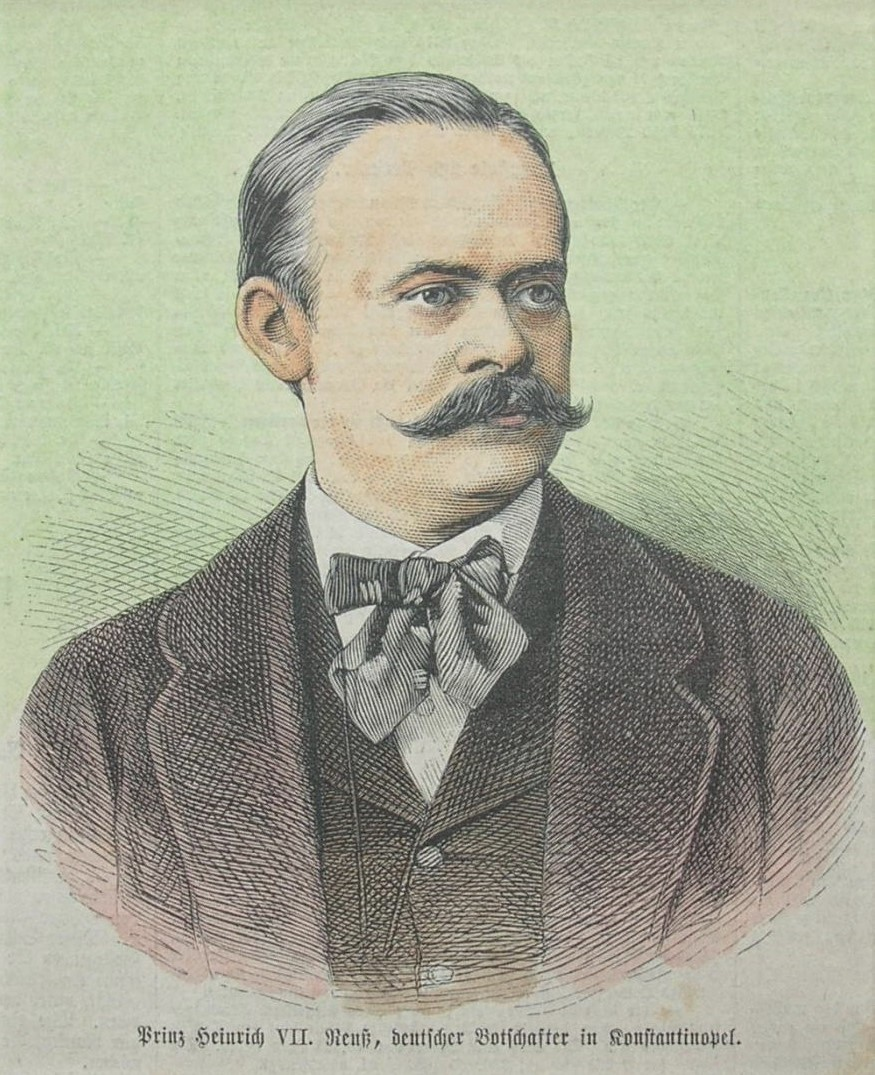
Prinz Heinrich VII. Reuß zu Köstritz (1877)

Prinz Heinrich VII. Reuß zu Köstritz (* 14. Juli 1825 in Klipphausen, Kreisamt Meißen, Königreich Sachsen; † 2. Mai 1906 in Trebschen, Kreis Züllichau-Schwiebus, Provinz Brandenburg) war ein deutscher Diplomat. Er war von 1868 bis 1876 Gesandter des Norddeutschen Bundes bzw. erster Botschafter des Deutschen Reiches in Russland, von 1877 bis 1878 Botschafter im Osmanischen Reich und von 1878 bis 1894 in Österreich.

## Leben
Prinz Heinrich VII. Reuß wurde 1825 als fünftes Kind und dritter Sohn des Prinzen Heinrich LXIII. Reuß zu Köstritz und Gräfin Eleonore zu Stolberg-Wernigerode (1801–1827) geboren. Von 1846 bis 1848 studierte er in Heidelberg, Jena und Berlin Rechtswissenschaften. Danach trat er in das Ulanenregiment 8 ein. 1853 schlug er die Laufbahn eines Militärattachés, im Range eines Sekondeleutnants, ein.
1854 bis 1863 wirkte er als Legationssekretärs bei der preußischen Gesandtschaft in Paris, worauf er als preußischer Gesandter zunächst nach Kassel, später nach München wechselte. Am 5. Februar 1868 wurde er von Wilhelm I., zu dieser Zeit noch König von Preußen, als außerordentlicher Gesandter und bevollmächtigter Minister des Norddeutschen Bundes an den russischen Hof entsandt. Am 26. April 1871 wurde er von Kaiser Wilhelm I. zum ersten Botschafter des Deutschen Kaiserreichs in Sankt Petersburg ernannt.
1873 bis 1876 diente er Kaiser Wilhelm I. als Generaladjutant, bevor er 1876 Prinzessin Marie von Sachsen-Weimar-Eisenach (Tochter des Großherzogs Carl Alexander) zu seiner Frau nahm. Im selben Jahr wurde er Mitglied des preußischen Herrenhauses. 1877 ging Prinz Heinrich VII. Reuß als erster kaiserlicher Botschafter nach Konstantinopel und eröffnete dort das prächtige Botschaftsgebäude, das er nach eigenem Geschmack einrichten durfte. Bereits ein Jahr später ging er als deutscher Botschafter nach Wien, wurde aber auf Betreiben der preußischen Kamarilla 1894 von Wilhelm II. entlassen, nachdem Reuß’ Frau Marie in Wien den in Ungnade gefallenen Bismarck gegen den ausdrücklichen Befehl des Reichskanzlers besucht hatte. Darauf zog es Prinz Heinrich VII. Reuß vor, auf dem früh geerbten reußischen Schloss Trebschen (heute Trzebiechów) bei Züllichau in Ostbrandenburg zu leben, wo er 1906 verstarb.

## Nachkommen
Heinrich VII. heiratete am 6. Februar 1876 Prinzessin Marie von Sachsen-Weimar-Eisenach (1849–1922), Tochter des Großherzogs Carl Alexander von Sachsen-Weimar-Eisenach.

Aus dieser Ehe gingen folgende Kinder hervor:
- Sohn (*/† 1877)
- Heinrich XXXII. (1878–1935)
⚭ 1920 (gesch. 1921) Prinzessin Marie Adelheid zur Lippe (1895–1993)
- Heinrich XXXIII. (1879–1942)
⚭ 1. 1913 (gesch. 1922) Prinzessin Viktoria Margarete von Preußen (1890–1923)
⚭ 2. 1929 (gesch. 1935) Allene Tew (1876–1955)
- Johanna (1882–1883)
- Sophie Renate (1884–1968)
⚭ 1909 Prinz Heinrich XXXIV. Reuß (1887–1956)
- Heinrich XXXV. (1887–1936)
⚭ 1. 1911 (gesch. 1921) Prinzessin Marie von Sachsen-Altenburg (1888–1947)
⚭ 2. 1921 (gesch. 1923) Prinzessin Marie Adelheid zur Lippe (1895–1993)